# Dürrwangen
Dürrwangen er hovedbyen i købstadskommunen af samme navn i Landkreis Ansbach i Regierungsbezirk Mittelfranken i den tyske delstat Bayern.

## Geografi
Dürrwangen ligger i den sydvestlige del af Landkreis Ansbach i nærheden af byerne Dinkelsbühl og Feuchtwangen (ca 8 km fra hver). Kommunens område ligger hovedsageligt på et højdedrag mellem dalene til floderne Wörnitz og Sulzach. Nabokommuner er (med uret, fra nord): Feuchtwangen, Dentlein am Forst, Langfurth, Dinkelsbühl og Schopfloch.
Kommunen har et areal på 2.302,62 Hektar som er således forselt
- Skov : 1.004,58 ha
- Landbrugsarealer: 978,31 ha
- Vande: 56,54 ha
- Gader,veje og pladser: 125,21 ha
- Beboelser: 52,41 ha
- andre arealer: 51,91 ha

### Inddeling
Kommunen består af følgende bydele, landsbyer og bebyggelser
- Dürrwangen (1.463 indbyggere)
- Halsbach (382)
- Haslach (348)
- Sulzach (124)
- Hopfengarten (68)
- Hirschbach (64)
- Neuses (59)
- Labertswend (53)
- Flinsberg (32)
- Witzmannsmühle (26)
- Rappenhof (10)
- Pumpwerk (5)
- Dattelhof (3)
- Goschenhof (2)
- Lohmühle (0)
- Trendelmühle (0)